# Habenaria unellezii
Habenaria unellezii är en orkidéart som beskrevs av Ernesto Foldats. Habenaria unellezii ingår i släktet Habenaria och familjen orkidéer. Inga underarter finns listade i Catalogue of Life.